# قلعة سمور
قلعة سمور هي قرية في مقاطعة سردشت، إيران. عدد سكان هذه القرية هو 19 في سنة 2006.